# Вамадева

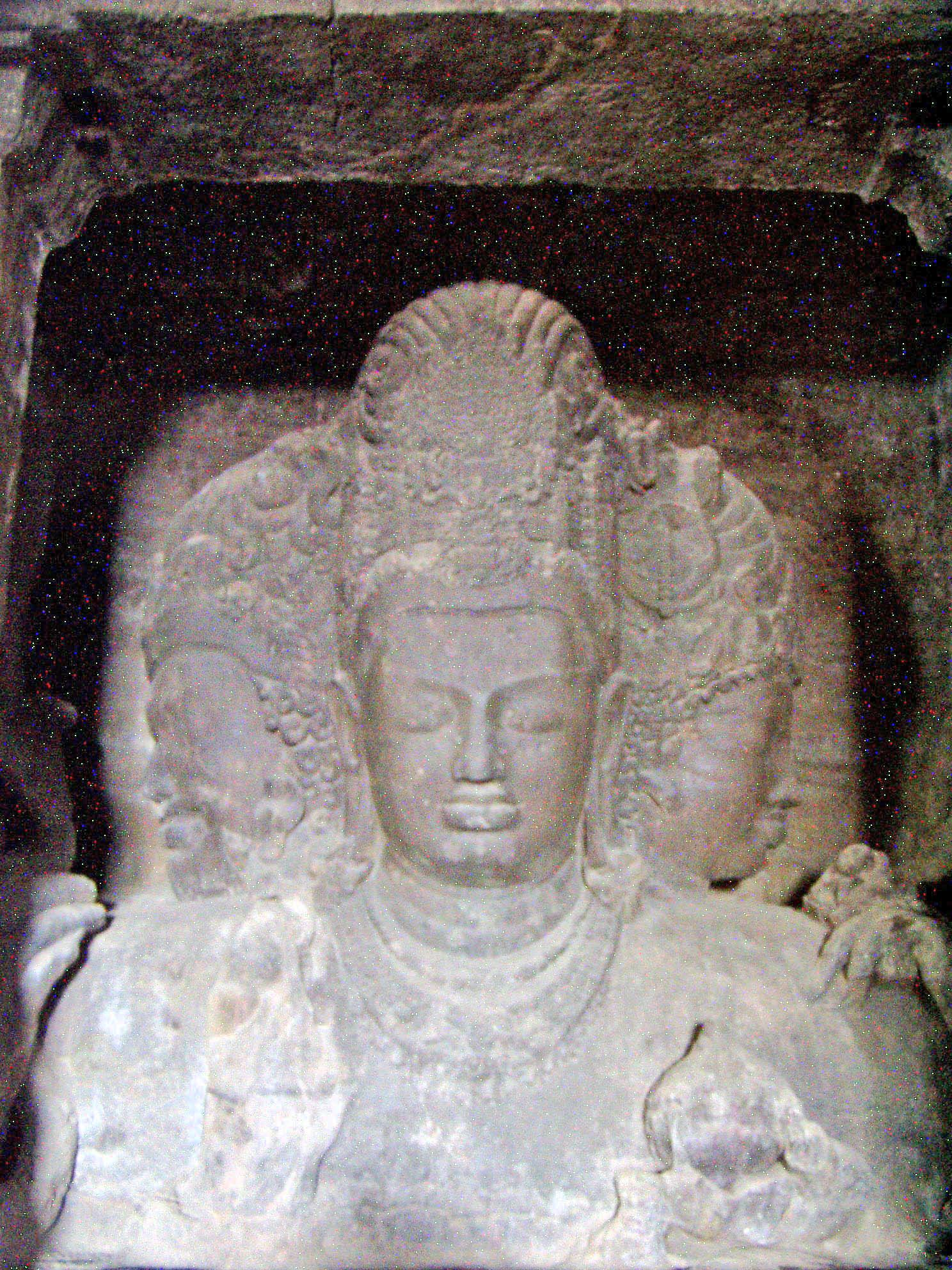
Многоликий Шива

Вамадева (санскр. वामदेव, IAST: vāma-deva — Прекрасный бог) — в индуизме имя-эпитет Шивы в форме Панчамукхи; также имя одного из авторов 4-й мандалы Риг-веды. Это один из наиболее милостивых и благостных аспектов и форм Шивы. К Вамадеве обращена вторая из пяти панчабрахма-мантр — Вамадева-мантра:
Этим ликом Шива обращен к югу. В нём он поддерживает мир как Вишну и из него проявилась Вода. Этот лик связан со слогом «mah», красным цветом и Удджайни питхой традиции Вирашиваизма.
Ом. Великодушнейшему поклонение, Старейшему поклонение, Наилучшему поклонение, Рудре поклонение, Времени поклонение; Непостижимейшему поклонение, Величайшей силе поклонение, Причине сил поклонение, Дарующему силы поклонение; Владыке существ поклонение, Источнику света поклонение.
Оригинальный текст (санскрит)ॐ वामदेवायनमो ज्येष्ठाय नमः श्रेष्ठाय नमो रुद्राय नमः कालाय नमः।
कलविकरणाय नमो बलाय नमो बलविकरणाय नमो बलप्रमथनाय नमः।
सर्वभूतदमनाय नमो मनोन्मनाय नमः॥
oṃ vāmadevāya namo jyeṣṭhāya namaḥ śreṣṭhāya namo rudrāya namaḥ kālāya namaḥ .
kalavikaraṇāya namo balāya namo balavikaraṇāya namo balapramathanāya namaḥ .
sarvabhūtadamanāya namo manonmanāya namaḥ ..

В традиции вирашиваизма — один из образов Шивы-Панчамукхи (Пятиликого Шивы), а именно южный образ. В форме Вамадевы Шива опекает вселенную как Вишну. Связан со слогом «mah» панчакшара-мантры, Удджайни-питхой, Удджайни-матхом, Яджур-ведой. Из этого образа, согласно преданиям вирашайвов, изошёл один из пяти главных святых и гуру вирашиваизма (Панча-ачарья) — Дарука, основавший одну из вирашиваитских готр (Нанди-готра), сампрадай (Маруларадхья-сампрадая) и монастырь Удджайни-матха в городе Удджайн (хинди उज्जैन) на западе индийского штата Мадхья-Прадеш.